# Calvert (Alabama)
Pour les articles homonymes, voir Calvert.
Calvert est un secteur non constitué en municipalité et un census-designated place situé dans les comtés de Mobile et Washington en Alabama,. Calvert est situé près de la Tombigbee et de la route 43 au nord-est du comté. Au recensement de 2010, sa population est de 277 habitants.
La petite ville de Calvert attire l'attention en 2007 lorsque l’entreprise allemande ThyssenKrupp y décide l'installation une usine de production d’acier au carbone et d’acier inoxydable. L'investissement, porté de 2,9 à 3,7 milliards de dollars pour maximiser la taille de l'usine, doit générer 2 700 emplois qualifiés après sa construction. L'usine, d'une capacité de 4,5 Mt/an d'acier au carbone et 1 Mt/an d'acier inoxydable, consiste en un lamimoir à chaud, des laminoirs à froid et une ligne de galvanisation à chaud.
Finalement, l'usine qui démarre en septembre 2010 coûte 5 milliards de dollars, 3,6 pour la partie destinée aux aciers au carbone et 1,4 pour celle dédiée aux aciers inoxydables. Elle est articulée autour d'un laminoir à chaud commun aux deux alliages, capable de laminer 5 Mt/an de brames. Une aciérie électrique produit des brames d'acier inoxydable, et 3 Mt/an de brames en acier au carbone doivent venir de usine sidérurgique ThyssenKrupp CSA. 
Mais la conjoncture économique s'étant retournée, l'usine s'avère déficitaire. Le démarrage laborieux de l'usine brésilienne CSA et des prix excessivement élevés d'achat des brames qui en sont issues génèrent une perte de 500 millions d'euros sur le premier semestre de 2012. L'usine tourne alors à mi-charge et rien ne permet d'envisager une amélioration de sa rentabilité.
Une partie de l’usine de Calvert est rachetée par la compagnie finlandaise Outokumpu en 2012. L’autre partie est rachetée par ArcelorMittal et Nippon Steel en février 2014,.

## Démographie
| 2000 | 2010 | 2020 | - | - | - |
| ---- | ---- | ---- | - | - | - |
| 211  | 277  | 255  | - | - | - |